# 10-Hidroksidekanoinska kiselina
10-Hidroksidekanoinska kiselina je specijalizovana zasićena masna kiselina koja se nalazi u malim koncentracijama u matičnom mleču. Ona je otkrivena 1957. godine.